# Auguste Piccard

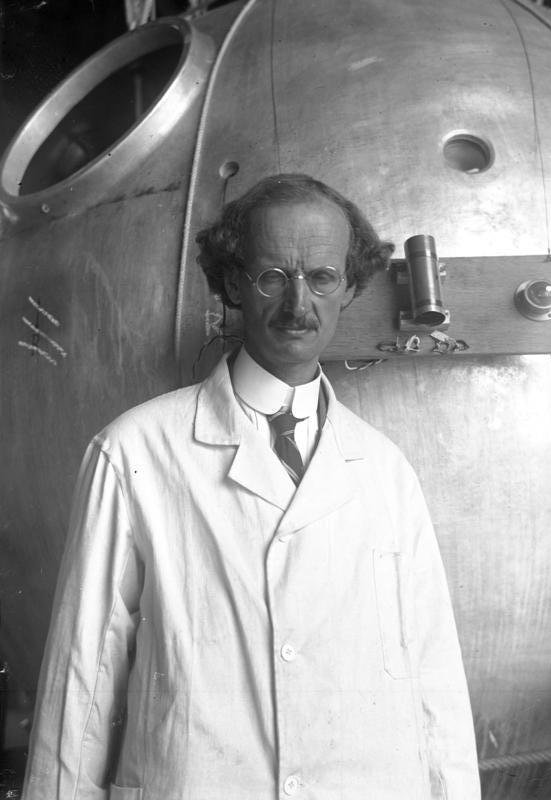
Auguste Piccard vor einer Kapsel zur Stratosphärenforschung, 1932

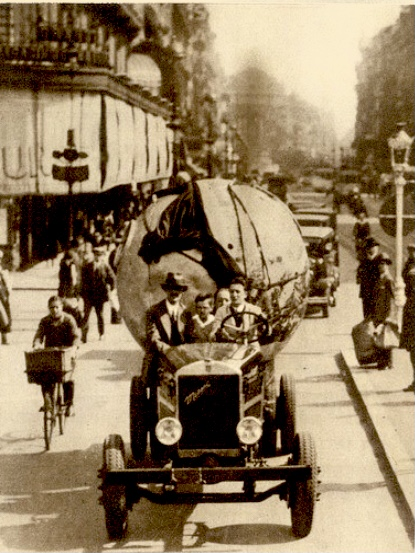
Auguste Piccard mit Kapsel in Brüssel, 1932

Auguste Antoine Piccard (* 28. Januar 1884 in Basel; † 24. März 1962 in Lausanne) war ein Schweizer Wissenschaftler, Physiker (Experimentalphysik) und Erfinder. Er ist der Zwillingsbruder des Chemikers Jean Felix Piccard und Vater von Jacques Piccard. Der Psychiater und Ballonfahrer Bertrand Piccard ist sein Enkel.

## Leben

Auguste Piccard (im Trapez rechts) mit seinem Bruder Jean (links) als HD-Soldaten der Schweizer Ballontruppe, 1914–1918

Piccard und sein Zwillingsbruder Jean Felix Piccard wurden am 28. Januar 1884 in Basel geboren. Ihr Vater war der Chemiker Jules Piccard, ihre Mutter Hélène Haltenhoff.
Piccard legte 1910 sein Diplom als Maschinenbauingenieur am Polytechnikum in Zürich (der späteren ETH) ab, 1913 folgte die Promotion. 1915 wurde Piccard Privatdozent, 1917 erhielt er eine Professur für Mechanik und ab 1920 für Physik an der ETH. 1922 erfolgte der Ruf an die Universität Brüssel, wo Piccard bis zu seiner Emeritierung im Jahre 1954 lehrte.
Neben seinen bahnbrechenden Stratosphärenexperimenten beschäftigte sich Piccard auch mit Atomphysik. Er sagte 1917 die Existenz eines dritten Uran-Isotops voraus, welches er Actinuran nannte. Dieses wurde 1937 von Arthur Jeffrey Dempster entdeckt und als Uran-235 identifiziert.
Unter anderem konstruierte Piccard den damals genauesten Seismographen.

## Stratosphärenforschung

«Piccards Tauchkugel», Illustration von Theo Matejko, 1937

Vom Gelände der Augsburger Ballonfabrik aus gestartet, stellten Piccard und sein Assistent Paul Kipfer am 27. Mai 1931 an Bord des Ballons FNRS-1 in einer mit Sauerstoff versorgten Kapsel einen Höhenrekord von 15.781 m auf. Damit war zum ersten Mal ein Mensch in die Stratosphäre aufgestiegen. Die Notlandung erfolgte am Gurgler Ferner, ein 1989 in Obergurgl errichtetes Denkmal erinnert daran. Solche Flüge galten zuvor als unmöglich, niemand hatte den Ballon versichern wollen. Piccard hatte auch Schwierigkeiten, jemanden zu finden, der die Kapsel bauen wollte.
Eine wichtige Motivation für Piccards Aufstiege in die obere Atmosphäre war die Möglichkeit, dort kosmische Höhenstrahlung zu messen. Piccard wollte damit experimentelle Beweise für die Theorien seines Freundes Albert Einstein sammeln. Einstein hatte wie Piccard an der ETH studiert. Sie trafen sich auf der legendären 5. Solvay-Konferenz 1927, die die damals bedeutendsten Physiker der Relativitätstheorie sowie der Atom- und Quantenphysik vereinte. Piccards Ballonaufstiege wurden theoretisch in Zusammenarbeit mit Albert Einstein vorbereitet und konnten tatsächlich einen Teil der speziellen Relativitätstheorie erfolgreich experimentell beweisen.
Am 18. August 1932 stieg Auguste Piccard mit dem belgischen Physiker Max Cosyns (1906–1998) zum zweiten Mal mit einem Gasballon auf, diesmal von Dübendorf in der Schweiz aus. Sie stellten mit 16.940 Metern (geometrische Messung, barometrisch 16.201 Meter) einen neuen Weltrekord auf, der später auf 23.000 m erhöht wurde.
Nach dem Zweiten Weltkrieg entwickelte er den Bathyskaph (FNRS-2 und Trieste), einen Typ des Unterseeboots zur Erforschung der Tiefsee. Am 30. September 1953 stellte Piccard mit der Trieste einen neuen Rekord auf, als er im Tyrrhenischen Meer, begleitet von seinem Sohn Jacques Piccard, auf eine Tiefe von 3150 Metern tauchte. Das Ziel dieses Tauchgangs war die Erforschung des Tiefseelebens.

## Eponyme
Nach Piccard ist das Mesoskaph Auguste Piccard (PX-8) benannt, das bei der Schweizerischen Landesausstellung 1964 in Lausanne mit Touristen im Genfersee tauchte.
Im Jahr 1960 erhielt die Bucht Piccard Cove in der Antarktis seinen Namen, ebenso 2002 der Asteroid (43806) Augustepiccard.

## Piccard als literarische Figur
Auguste Piccard ist die Inspiration für die Figur Professor Bienlein (franz. Prof. Tournesol, engl. Prof. Calculus) in der Comicserie Tim und Struppi. Deren Schöpfer Hergé hatte als Schüler Piccard in Brüssel kennengelernt, wo den Schweizer Professor mit seiner eindrucksvollen Körpergrösse und seinem auffälligen Aussehen (wirres Haar, steifer Kragen) jedes Kind kannte. Während der fiktive Professor Bienlein mit einer selbstgebauten Nuklearrakete zum Mond flog, bezeichnete der echte Piccard noch kurz vor seinem Tode Wernher von Brauns Pläne zum Mondflug als „gefährliche Utopie“.
Möglicherweise geht auch Adrian Leverkühns Erzählung über eine Unterwasserexpedition in Thomas Manns Doktor Faustus auf Berichte über Piccards Experimente zurück. Piccards Stratosphärenflug von 1931, der mit einer Notlandung am Gurgler Ferner endete, ist das Thema von Norbert Gstreins Novelle O2 aus dem Jahr 1993. An der Stelle dieser Notlandung errichtete man 2017 die Piccard-Brücke.

## Schriften
- Über den Wolken, unter den Wellen. Brockhaus, 1954.
- Neue Augsburger Zeitung (Hrsg.): Prof. Piccards Forschungsflug in die Stratosphäre. Verlag Literar. Institut von Haas & Grabherr, Augsburg 1931. Mit Beiträgen von Professor Dr. A. Piccard, Ingenieur P. Kipfer und anderen Sachverständigen.